# Răcășdia
Răcășdia è un comune della Romania di 2053 abitanti, ubicato nel distretto di Caraș-Severin, nella regione storica del Banato.
Il comune è formato dall'unione di 2 villaggi: Răcășdia e Vrăniuț.